# Falémé
Pour les articles homonymes, voir Falémé (homonymie).
La Falémé (du soninké fanηe : fleuve et lemme : petit) est un affluent du fleuve Sénégal qui prend sa source dans la partie nord du Fouta-Djalon (Guinée), à une altitude de 800 m. C'est l'affluent le plus important du fleuve Sénégal sur sa rive gauche.

## Histoire

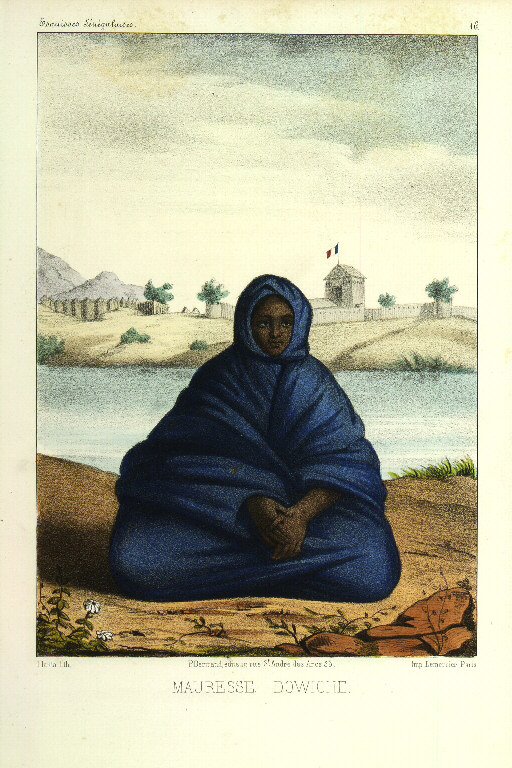
« Mauresse au bord de la Falémé, avec, à l'arrière-plan, le fort français de Sénoudébou ».

En raison de sa situation stratégique, plusieurs forts ont été construits sur la Falémé à l'ère coloniale.

## Caractéristiques physiques
La Falémé entre au Mali avant de former la frontière sénégalo-malienne. À 30 km en amont de Bakel, elle se jette dans le fleuve Sénégal. À cet endroit son débit annuel est de l'ordre de 175 m3/s. Sa longueur totale est de 414 km.

## Économie
La rivière est navigable sur 200 km environ.
Un gisement de fer de très bonne qualité, prospecté depuis quelques années, semble très prometteur. Il pourrait être exploité pendant une vingtaine d'années, avec une moyenne d'extraction de 12 millions de tonnes de minerais de fer par an.

## Hydrométrie - Les débits à Kidira

Bassin versant du fleuve Sénégal

Le débit de la rivière a été observé pendant 60 ans (1930-1989) à Kidira, localité située à plus ou moins 35 kilomètres en amont de son confluent avec le fleuve Sénégal. 
À Kidira, le débit annuel moyen ou module observé sur cette période a été de 170 m3/s pour une surface prise en compte d'approximativement 28 900 km2, soit la quasi-totalité du bassin versant de la rivière. 
La lame d'eau écoulée dans le bassin atteint ainsi le chiffre de 185 millimètres par an, ce qui peut être considéré comme abondant dans le contexte du bassin du Sénégal.
Le Falémé est un cours d'eau bien alimenté en moyenne, mais extrêmement irrégulier. Il connait de longues périodes de maigres avec assèchement parfois complet. Le débit moyen mensuel observé en mai (minimum d'étiage) n'atteint que 0,5 m3/s (500 litres), soit plus de 1500 fois moins que le débit moyen du mois de septembre, ce qui témoigne de sa très grande irrégularité saisonnière. Sur la durée d'observation de 60 ans, le débit mensuel minimal a été de 0 m3/s (cours d'eau complètement à sec), tandis que le débit mensuel maximal s'élevait à 1 805 m3/s.

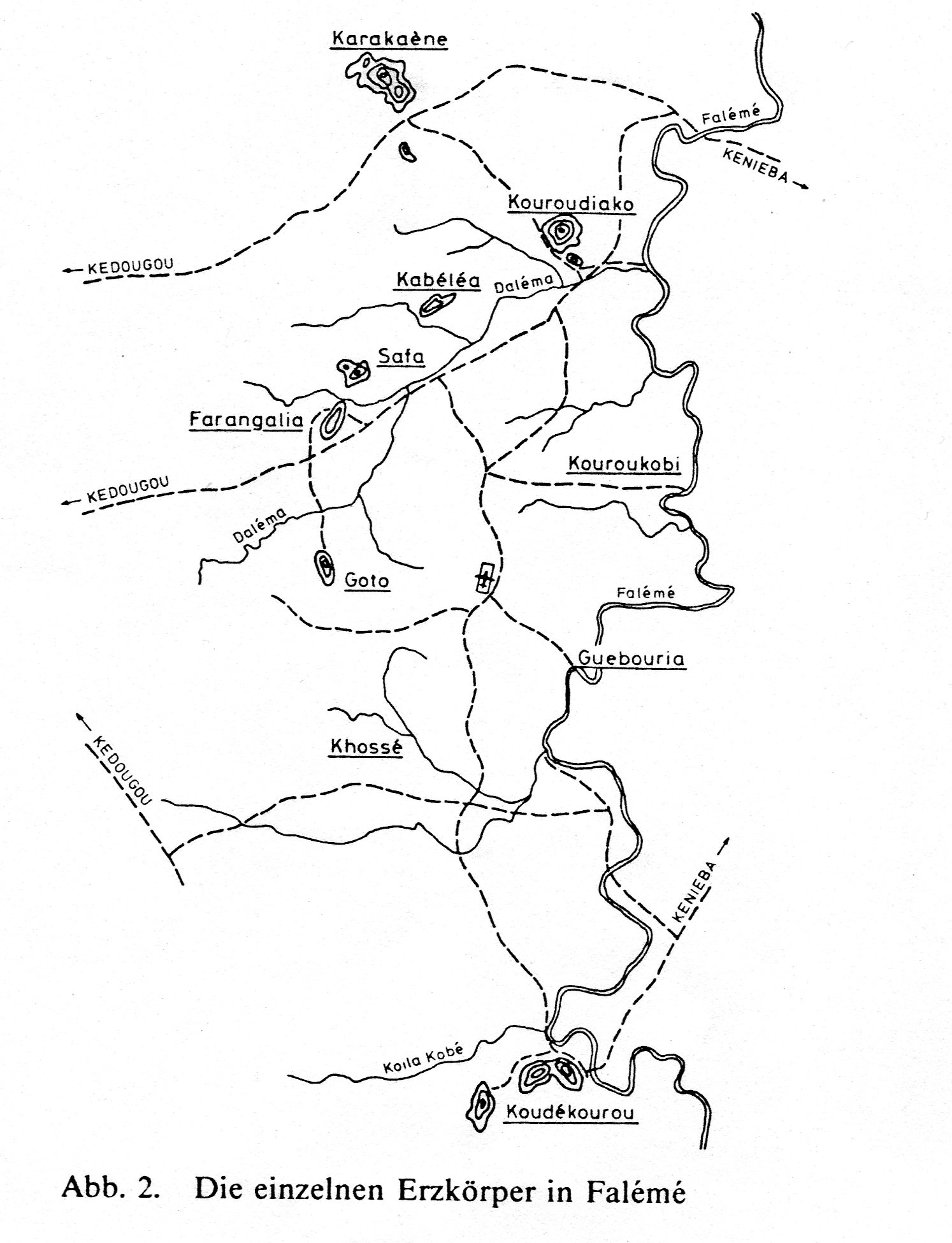
Gîtes de minerai de fer dans la région de la rivière Falémé au Sénégal, 1981.
Deux hommes font sécher leurs vêtements lavés sur une rive de la Falémé Rivière à la frontière Mali-Sénégal, 1984.
La rivière Falémé avec des buissons sur ses rives à la frontière Mali-Sénégal, 1984.
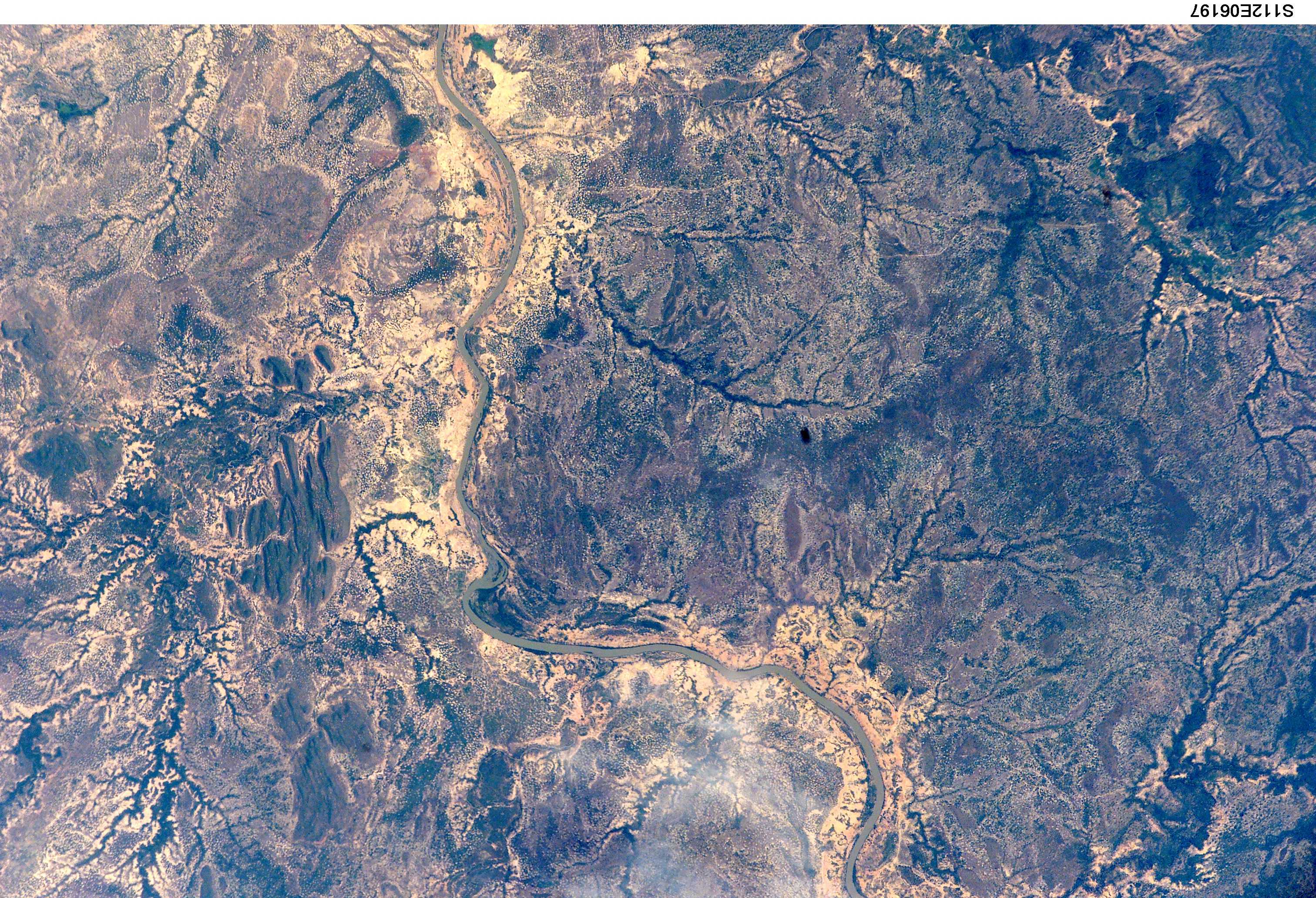
La rivière Falémé au Sénégal près de la frontière malienne photographiée depuis l'espace par la mission de la navette spatiale STS-112, octobre 2002.
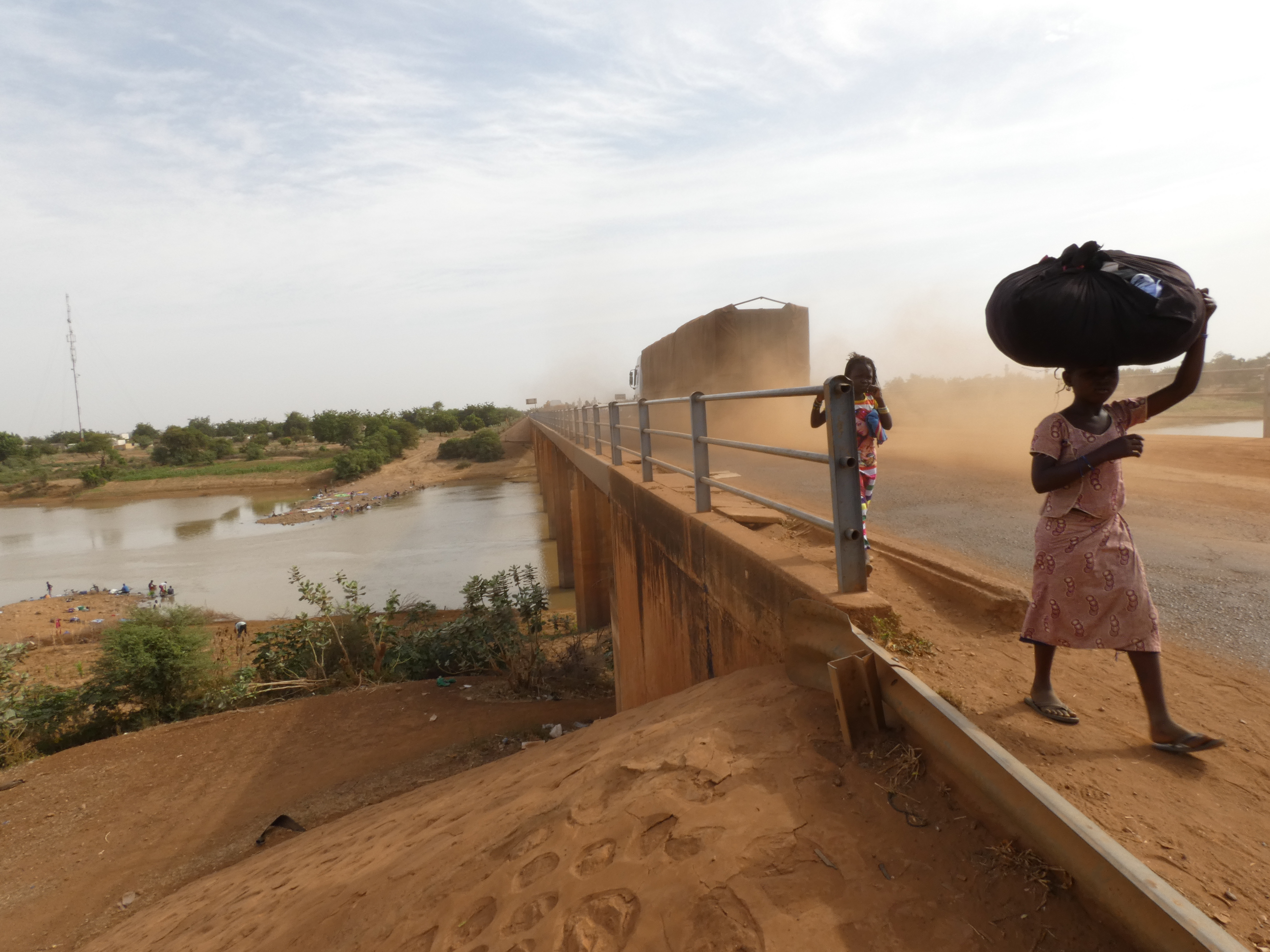
Deux jeunes piétons traversent le pont routier du Mali à Kidira, au Sénégal. À gauche le gué dans la rivière Faléme, 2017.

### Cartographie
- Carte du Sénégal, de la Falémé et de la Gambie jusqu'aux limites où ces Rivières ont été explorées, Dressée par le Bºⁿ Brossard de Corbigny, etc., Paris, 1861.